# Ередивізі (хокей)
Ередивізі — щорічні хокейні змагання в Нідерландах, які проводяться з 1945 року. У чемпіонаті беруть участь зазвичай від 5 до 8 клубів.

## Історія
Хокей в Нідерландах зародився на початку 1930-х років. Перший майданчик із штучним льодом був збудований у Гаазі у 1937 році. Саме в сезоні 1937—38 пройшов перший хокейний турнір. 
Після Другої світової війни хокей розвивається більш швидкими темпами. У 1960-х роках почалось інтенсивне будівництво хокейних залів. Перший палац спорту збудований в Амстердамі у 1961 році, пізніше зведені зали у Тілбурзі, Дон Босі, Геренвені, Гелені, Неймегені, Гронінгені, Ейндговені і Утрехті. Останній палац спорту «Де Уітгоф-2» збудований у 1983 у Гаазі.
У сезонах 2010/11 та 2011/12 проводився спільний турнір Кубок Північного моря разом з бельгійськими клубами.
Окрім Ередивізі існує Перший дивізіон, який фактично є фарм-лігою так як між лігами немає обміну, а більшість клубів мають в першому дивізіоні фарм-клуби. Існує в Нідерландах також і аматорська ліга.

## Список чемпіонів за сезонами
| Сезон     | Переможець                          |
| --------- | ----------------------------------- |
| 1945–46   | «ГІЙК ден Гааг»                     |
| 1946–47   | ТІЙСК Тілбург                       |
| 1947–48   | «ГІЙК ден Гааг»                     |
| 1948–49   | Не грали                            |
| 1949–50   | «Ійсвогелс» Амстердам               |
| 1950–64   | Не грали                            |
| 1964–65   | «ГІЙС Гокійдек ГААГ»                |
| 1965–66   | «ГІЙС Гокійдек ГААГ»                |
| 1966–67   | «ГІЙС Гокійдек ГААГ»                |
| 1967–68   | «ГІЙС Гокійдек ГААГ»                |
| 1968–69   | «ГІЙС Гокійдек ГААГ»                |
| 1969–70   | «СІЙ ден Босх»                      |
| 1970–71   | «Тілбург Трепперс»                  |
| 1971–72   | «Тілбург Трепперс»                  |
| 1972–73   | «Тілбург Трепперс»                  |
| 1973–74   | «Тілбург Трепперс»                  |
| 1974–75   | «Тілбург Трепперс»                  |
| 1975–76   | «Тілбург Трепперс»‎                  |
| 1976–77   | «Фенстра Флаєрс» Геренвен           |
| 1977–78   | «Фенстра Флаєрс» Геренвен           |
| 1978–79   | «Фенстра Флаєрс» Геренвен           |
| 1979–80   | «Фенстра Флаєрс» Геренвен           |
| 1980–81   | «Фенстра Флаєрс» Геренвен           |
| 1981–82   | «Фенстра Флаєрс» Геренвен           |
| 1982–83   | «Фенстра Флаєрс» Геренвен           |
| 1983–84   | «Віссерс» Неймеген                  |
| 1984–85   | «Деко Бейлдерс» Амстердам           |
| 1985–86   | «Нордер Сторес ГІІЙС» Гронінген     |
| 1986–87   | «Пандас» Роттердам                  |
| 1987–88   | «Спітман» Неймеген                  |
| 1988–89   | «Пандас» Роттердам                  |
| 1989–90   | «Пандас» Роттердам                  |
| 1990–91   | «Петер Лангхаут» Утрехт             |
| 1991–92   | «Про Бадге» Утрехт                  |
| 1992–93   | «Флейм Гуардс» Неймеген             |
| 1993–94   | «Кавекберг Трапперс» Тілбург        |
| 1994–95   | «Кавекберг Трапперс» Тілбург        |
| 1995–96   | «КВТ Тілбург Трапперс»              |
| 1996–97   | «Фулда Тайгерс» Неймеген            |
| 1997–98   | «Ван Гемен Тайгерс» Неймеген        |
| 1998–99   | «Ажіо Гюйс Тайгерс» Неймеген        |
| 1999–2000 | «Ажіо Гюйс Тайгерс» Неймеген        |
| 2000–01   | «Діамант Трапперс» Тілбург          |
| 2001–02   | «Боретті Тайгерс» Амстердам         |
| 2002–03   | «Боретті Тайгерс» Амстердам         |
| 2003–04   | «Амстердам Бульдогс»                |
| 2004–05   | «Амстердам Бульдогс»                |
| 2005–06   | «Неймеген Емперорс»                 |
| 2006–07   | «Тілбург Трепперс»                  |
| 2007–08   | «Тілбург Трепперс»                  |
| 2008–09   | «Гаага»                             |
| 2009–10   | «Неймеген Девілс»                   |
| 2010–11   | «Гаага»                             |
| 2011–12   | «Ітерс Гелен»                       |
| 2012–13   | «Тілбург Трепперс»                  |
| 2013–14   | «Тілбург Трепперс»                  |
| 2014–15   | «Тілбург Трепперс»                  |
| 2015–16   | «Фрисланд Флаєрс» Геренвен          |
| 2016–17   | «Фрисланд Флаєрс» Геренвен          |
| 2017–18   | «Гаага»                             |
| 2018–19   | «Неймеген Девілс»                   |
| 2019–20   | «Фрисланд Флаєрс» Геренвен          |
| 2020–21   | не відбувся через пандемію COVID-19 |
| 2021–22   | «Ден Гааг»                          |
| 2022–23   | «Ден Гааг»                          |
| 2023–24   | «Амстердам»                         |
| 2024–25   | «Ітерс Гелен»                       |